# 角蕨
角蕨（学名：Cornopteris decurrenti-alata），为蹄盖蕨科角蕨属下的一个植物种。